# Rajd Pneumant 1980
Rajd Pneumant 1980 (20. Pneumant Rallye 1980) – 20. edycja rajdu samochodowego Rajd Pneumant rozgrywanego we NRD. Rozgrywany był od 20 do 23 marca 1980 roku. Była to pierwsza runda Rajdowego Pucharu Pokoju i Przyjaźni w roku 1980 oraz pierwsza runda Rajdowych Mistrzostw NRD w roku 1980.

## Klasyfikacja rajdu
| Miejsce                        | Kierowca                       | Pilot                          | Samochód                       | Czas                           | Strata                         |                                |
| Klasyfikacja generalna i RPPiP | Klasyfikacja generalna i RPPiP | Klasyfikacja generalna i RPPiP | Klasyfikacja generalna i RPPiP | Klasyfikacja generalna i RPPiP | Klasyfikacja generalna i RPPiP | Klasyfikacja generalna i RPPiP |
| ------------------------------ | ------------------------------ | ------------------------------ | ------------------------------ | ------------------------------ | ------------------------------ | ------------------------------ |
| 1.                             | Václav Blahna                  | Pavel Schovánek                | Škoda 130 RS                   | 4:10:57                        | 0.0                            |                                |
| 2.                             | Vello Õunpuu                   | Aarne Timusk                   | Lada VAZ 21011                 | 4:20:56                        | +9:59                          |                                |
| 3.                             | Vallo Soots                    | Toomas Putmaker                | Lada VAZ 21011                 | 4:24:33                        | +13:36                         |                                |
| 4.                             | Jiří Šedivý                    | Jiří Janeček                   | Škoda 130 RS                   | 4:33:49                        | +22:52                         |                                |
| 5.                             | Nikolay Elizarov               | Sergey Gogunov                 | Lada VAZ 21011                 | 4:34:09                        | +23:12                         |                                |
| 6.                             | Yakov Agishev                  | Vladimir Neyman                | Moskvich 2140                  | 4:56:17                        | +45:20                         |                                |
| 7.                             | Bogdan Wozowicz                | Krzysztof Burzyński            | Lada VAZ 21011                 | 5:02:42                        | +51:45                         |                                |
| 8.                             | Dieter Heimbürger              | Roland Weitz                   | Wartburg 353 W                 | 5:11:11                        | +1:00:14                       |                                |
| 9.                             | Andrzej Radecki                | Włodzimierz Krzemiński         | Polski Fiat 125p 1600          | 5:15:11                        | +1:04:14                       |                                |
| 10.                            | Heinz Galle                    | Wolfgang Kießling              | Trabant P601                   | 5:23:08                        | +1:12:11                       |                                |